# Chokri El Ouaer
Chokri El Ouaer (en árabe: شُكري الواعر‎; Ciudad de Túnez, Túnez, 15 de agosto de 1966) es un exfutbolista de Túnez que jugaba en la posición de guardameta.

## Carrera

### Club
| Periodo   | Club         | Apariciones | Goles |
| --------- | ------------ | ----------- | ----- |
| 1986-2001 | Espérance ST | 452         | 0     |
| 2001      | Genoa CFC    | 5           | 0     |
| 2002      | Espérance ST | 30          | 0     |

### Selección nacional
Debutó con Túnez el 9 de agosto de 1990 en el empate 0-0 ante Marruecos en un partido amistoso en ciudad de Túnez. Jugó 97 partidos con la selección nacional hasta su retiro internacional el 27 de marzo de 2002 en el empate 0-0 ante Noruega en un partido amistoso jugado en ciudad de Túnez, aunque él afirma que llegó a jugar más de 100 partidos internacionales.
Participó en la Copa Mundial de Fútbol de 1998, los Juegos Olímpicos de Atlanta 1996 y en cuatro ediciones de la Copa Africana de Naciones, siendo seleccionado dentro del equipo ideal del torneo en la edición de 1996. Se perdió el mundial de Corea y Japón 2002 a causa de una lesión.

## Acusación
El Ouaer ganó notoriedad en diciembre del 2000 cuando fue acusado de fingir una lesión en la final de la CAF Champions League entre el Espérance ST contra el Hearts of Oak. Cuando el partido iba a terminar, El Ouaer de repente corrió hasta el mediocampo con una herida de sangre en un lado de su cara. Reclamaba que le habían lanzado un objeto filoso desde la tribuna, pero los árbitros del partido adujeron que él mismo fue quien se lesionó. Con el Espérance a punto de perder la final por la regla del gol de visitante, se creyó que El Ouaer intentó cancelar el partido. Cuando el partido se reanudó, el Espérance lo sustituyó, y terminaron perdiendo el partido 1-3.

## Logros

### Club
- CLP-1 (10): 1988, 1989, 1991, 1993, 1994, 1998, 1999, 2000, 2001, 2002
- Copa de Túnez (4): 1989, 1991, 1997, 1999
- Copa CAF (1): 1997
- Supercopa de la CAF (1): 1995
- Copa Africana de Clubes Campeones (1): 1994
- Recopa Africana (1): 1998
- Copa Afro-Asiática (1): 1995
- Liga de Campeones Árabe (1): 1993

### Individual
- Mejor guardameta de la Liga de Campeones Árabe de 1996.
- Mejor deportista tunecino en 2000.
- Equipo Ideal de la Copa Africana de Naciones 1996.